# 盧元善
盧 元善（ろ げんぜん）は、中華民国、満州国の政治家。満州国では文教部大臣などを務めた。

## 事跡
日本に留学し、1912年（民国元年）、宮城県立宮城農学校を卒業した。帰国後は、金州南金書院の農業科教員となっている。1923年（民国12年）、金州農業学堂が成立すると、その教員になった。また、通遼県墾殖公司経理もつとめている。
満州国が成立するとこれに参加し、1932年（民国21年）4月に軍政部高級秘書に任ぜられた。後に黒竜江に赴任し、実業庁庁長、民生庁庁長、教育庁庁長、専売総局長を歴任している。1939年（康徳6年）4月、三江省省長に任ぜられる。1942年（康徳9年）9月、総務庁次長に起用された。1943年（康徳10年）4月、文教部大臣に昇進している。
満州国滅亡後は、ソ連軍に逮捕、連行され、ハバロフスク第45収容所に収監された。1950年8月、中華人民共和国に引き渡され、撫順戦犯管理所に収監されている。
1959年9月、獄中で病没。享年72。